# Бри Дэниелс
Бри Дэниелс (англ. Bree Daniels, настоящее имя — Бриэнн Боланд (англ. Breanne Boland), род. 18 ноября 1991 года, Монтана, США) — американская порноактриса.

## Биография
Бри Дэниелс, художественное имя Бриэнн Боланд, родилась в американском штате Монтана в семье немецкого и ирландского происхождения. Перед тем как стать порноактрисой, она некоторое время работала кассиром и танцовщицей.
Пришла в киноиндустрию для взрослых в 2010 году, в возрасте 19 лет. С самого начала работала специально для производства фильмов лесбийской тематики Girlfriends Films, хотя также снималась и для Evil Angel, Kick Ass Pictures, Vivid, Reality Kings, Twistys, Lethal Hardocre и Digital Sin.
В год своего дебюта была избрана Twistys Treat июля 2010.
В 2012 году была номинирована на премию AVN в категории «лучшая групповая лесбийская сцена» за фильм Please Make Me Lesbian! 7 совместно с Prinzzess, Лили Картер и Зои Холлоуэй.
Выбрана Penthouse Pet журналом Penthouse в марте 2014 года.
В 2015 году была номинирована на премию XBIZ в категории «лесбийская актриса года».
В январе 2017 года стала девушкой месяца порносайта Girlsway.
В нескольких интервью Бри отмечала, что среди её фаворитов немецкая порноактриса Шайла Дженнингс и серии фильмов Please Make Me Lesbian! от Girlfriends Films.
Некоторые фильмы: Barely Legal 108, Lefty, Lesbian Love, Mia Loves Girls, Next Door and Alone, Panty Fucking, Sex Dolls, Sisterly Love, Visions of A Woman.
Снялась более чем в 210 фильмах.

## Премии и номинации

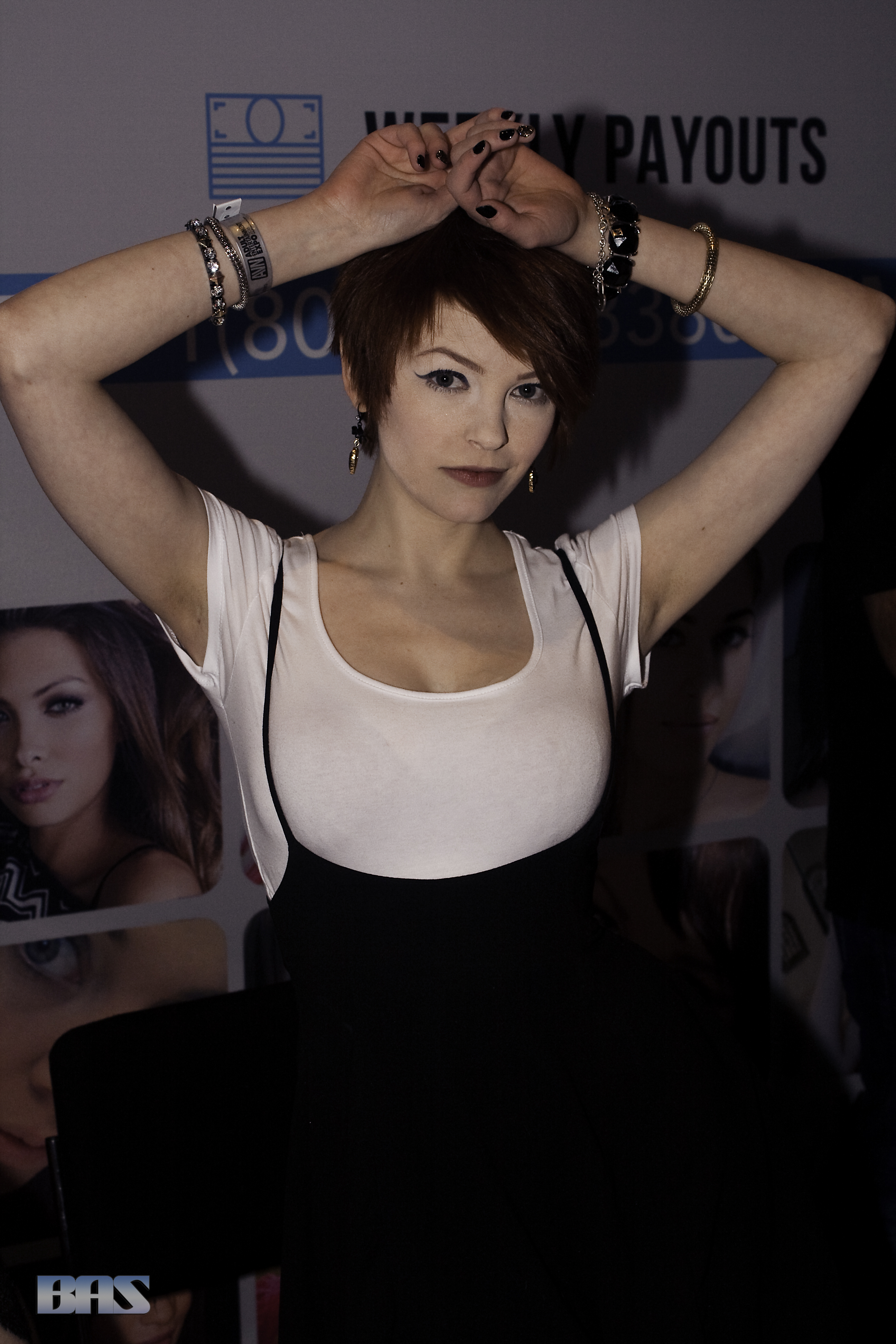
Дэниелс на AVN Adult Entertainment Expo, 2016 год

| Год  | Церемония    | Результат | Номинация                                    | Работа                    |
| ---- | ------------ | --------- | -------------------------------------------- | ------------------------- |
| 2013 | AVN Award    | Номинация | Лучшая групповая лесбийская сцена            | Please Make Me Lesbian! 7 |
| 2015 | XBIZ Award   | Номинация | Лесбийская актриса года                      | н/д                       |
| 2016 | AVN Award    | Номинация | Приз зрительских симпатий: медиазвезда       | н/д                       |
| 2016 | XBIZ Award   | Номинация | Лесбийская актриса года                      | н/д                       |
| 2016 | XBIZ Award   | Номинация | Лучшая женская роль в парном фильме          | Thing of Beauty           |
| 2016 | XBIZ Award   | Номинация | Лучшая сексуальная сцена у главного героя    | A Thing of Beauty         |
| 2016 | Inked Awards | Номинация | Лучшая лесбийская сцена                      | Lesbian Stepsisters 2     |
| 2017 | AVN Award    | Номинация | Лучшая актриса второго плана                 | Lefty                     |
| 2017 | AVN Award    | Номинация | Приз зрительских симпатий: лучшая грудь      | н/д                       |
| 2017 | XBIZ Award   | Номинация | Лучшая актриса второго плана                 | Lefty                     |
| 2018 | AVN Award    | Номинация | Лучшая групповая лесбийская сцена            | The Faces of Alice        |
| 2018 | XBIZ Award   | Номинация | Лесбийская актриса года                      | н/д                       |
| 2018 | XBIZ Award   | Номинация | Лучшая сексуальная сцена в пародийном фильме | The Faces of Alice        |
| 2018 | XBIZ Award   | Номинация | Лучшая сцена секса в лесбийском фильме       | The Faces of Alice        |